# Kykladische Griffschale (NAMA 6140 A)

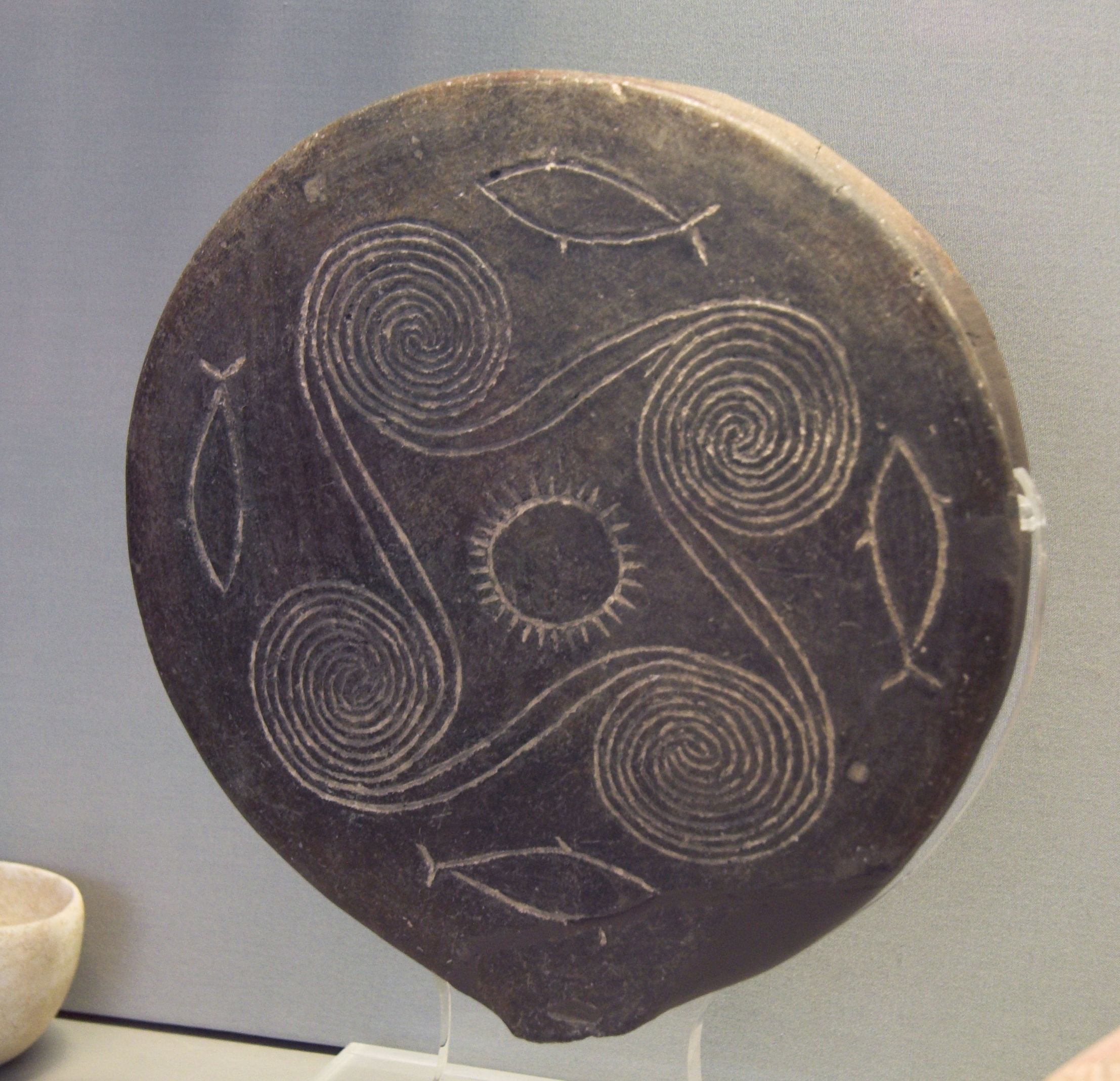
Griffschale 6140 A vom Louros-Typ

Die Kykladische Griffschale (Archäologisches Nationalmuseum Athen, Inventarnummer 6140 A) ist ein Tongefäß der bronzezeitlichen Kykladenkultur. Sie stammt aus dem bedeutenden Fund aus Grab 26 von Louros Athalassou auf der Kykladeninsel Naxos. In Form und Motivgestaltung ist sie einzigartig. Der Verwendungszweck der Griffschalen ist nicht bekannt, sie werden oft auch als „Kykladenpfannen“ bezeichnet.

## Beschreibung
Die Griffschale ist nur unvollständig erhalten. Der Griff und ein kleines Stück am rechten unteren Rand fehlen. Sie hat eine von Höhe 3,7 cm, der Durchmesser der vorspringenden, kreisförmigen Bodenplatte beträgt 21 cm. Die schmucklose Wandung mit nach außen schräg abgeknickter Randzone ist senkrecht auf der Bodenplatte aufgesetzt. Die Schale ist mit einem bräunlichen Überzug versehen, die Bodenplatte streifig poliert. Ihre Verzierungen sind eingeritzt und mit einer weißen pastenartigen Substanz gefüllt. Ein zentraler, kleiner Kreis mit kurzen dichten Strahlen ist symmetrisch von einem Spiralenvierpass umgeben. Langgezogene, s-förmige Doppellinien verbinden die Spiralen miteinander. In Randnähe zwischen den Spiralen sind vier Fische entgegen dem Uhrzeigersinn dargestellt. Einzigartig ist die Komposition ihrer Verzierung und die Verwendung des Fischmotivs.

## Herkunft und Bedeutung
Zu Beginn des 20. Jahrhunderts führte der griechische Anthropologe Klon Stephanos zahlreiche Grabungen im Süden und Westen von Naxos durch. Im Gräberfeld Louros Athalassou waren mit einer Ausnahme alle Gräber gestört. Dieses später in einer Auflistung als Grab 26 (Τάφος 26ος) bezeichnet, war besonders beigabenreich. Neben der Griffschale enthielt es sieben Kykladenidole mit Stummelarmen vom Louros-Typ, sechs Halsketten, davon eine mit etwa 200 Silberplättchen, Kupfer- oder Bronzeahlen, Obsidianklingen und mehrere Keramikgefäße. Der Grabfund wurde von Eva-Maria Bossert der Kampos-Gruppe zugeordnet, nach Colin Renfrew gehört er ans Ende der Grotta-Pelos-Kultur zeitlich parallel mit der Kampos-Gruppe. Wegen des fehlenden Griffs könnte es sich nach Renfrew auch um einen Deckel handeln, dagegen vermutet Coleman einen schmalen rechteckigen Griff. Auch Rambach hält einen leicht trapezförmigen Plattengriff für möglich und führt Beispiele an.